# Époxiconazole
L’époxiconazole est une substance active fongicide de la famille des azoles développée pour protéger les cultures. Cette substance inhibe en particulier le métabolisme des cellules fongiques qui infestent les plantes cultivées et empêche donc le développement du mycélium (cellules fongiques). L'époxiconazole limite aussi la production de conidies (mitospores). L'époxiconazole a été introduit sur le marché par BASF SE en 1993 et on peut le trouver dans beaucoup de produits phytosanitaires et d'associations ciblant un grand nombre d'agents pathogènes de différentes cultures. Les cultures affectées par ces agents pathogènes sont par exemple, les céréales (principalement, le blé, l'orge, le seigle et le triticale), le soja, les bananes, le riz, le café, les navets et les betteraves rouges ainsi que les betteraves à sucre.

## Utilité
Les prévisions montrent que l'approvisionnement alimentaire mondial va se heurter à des tensions supplémentaires à l'avenir et on s'attend à ce que dans la seule Europe, la demande de céréales augmente de 21 % au cours de la prochaine décennie, alors que l'on prévoit que la production quant à elle n'augmentera que de 7 %. En parallèle, deux des principales maladies des céréales, la septoriose (Mycosphaerella graminicola) et la rouille (Puccinia triticina), sont responsables de plus de 30 % des pertes de production.

## Résistance
Certains agents pathogènes des plantes développent des résistances aux fongicides. Contrairement au développement relativement rapide de la résistance aux strobilurines, les fongicides azoles comme l'époxiconazole, sont efficaces dans la lutte contre les principales maladies du blé depuis plus de deux décennies. Selon une étude menée par l'autorité de référence en matière de céréales en Grande-Bretagne (Home Grown Cereal Authority), l'époxiconazole est l'un des deux fongicides triazoles (l'autre étant le prothioconazole) qui fournissent toujours un haut degré de protection éradicante et protectrice contre Septoria tritici. D'autres familles de fongicides comme ceux de contacts, les strobilurines ou les carboxamides sont disponibles pour les agriculteurs. Dans le dernier cas, les meilleurs niveaux d'efficacité sont atteints quand ils sont associés aux triazoles.

## Mode d'action
En tant que triazole, l'époxiconazole inhibe le métabolisme des champignons et par cela empêche leur croissance et la production de nouvelles spores. Chez les rouilles, il a été montré que l'époxiconazole avait une action éradiquante en encapsulant les haustorium fongiques qui, privés de leur fonction d'absorption des nutriments, entraînaient la mort du champignon. De plus, une influence positive sur les enzymes du système de défense de la plante (chitinase, β-1,3-glucanase) a pu être démontrée. Certains champignons peuvent affecter la qualité de la récolte en produisant des mycotoxines. Il a été mis en évidence que l'utilisation de triazoles, comme l'époxiconazole, dans des associations de fongicides peut réduire significativement la présence de ces mycotoxines.

## Statut réglementaire
L'époxiconazole est actuellement inscrit à l'annexe I de la directive européenne de réglementation de l'utilisation des pesticides (91/414 CEE). Seules les substances actives inscrites dans cette annexe peuvent être utilisés dans les produits de protection des plantes et vendus aux agriculteurs. Les substances ne peuvent être inscrites à l'annexe I que si des données complètes relatives aux propriétés chimiques et physiques, au devenir et au comportement dans l'environnement et aux propriétés toxicologiques ont été évaluées par les autorités européennes et par l'autorité européenne de sécurité des aliments (AESA). Une substance n'est inscrite à cette annexe que si on a prouvé qu'elle était sûre pour les utilisateurs, les consommateurs et pour l'environnement quand on l'utilise conformément aux instructions d'emploi. Les inscriptions à l'annexe I sont accordées pour dix ans. L'époxiconazole est interdite depuis 2019; en fonction des autorisations nationales les agriculteurs européens pourront utiliser des produits contenant de l'époxiconazole, au moins jusqu'à la date d'expiration du classement de l'annexe I. Sur avis de l'agence européenne des produits chimiques (AEPC), la commission européenne a décidé de modifier le classement toxicologique de l'époxiconazole. Elle a modifié la phrase de risque sur les effets potentiels de la substance pour les femmes enceintes et allaitantes. Avec l'entrée en application du règlement 944/2013, l'époxiconazole a ainsi vu sa phrase de danger théorique évoluer en passant de substance « susceptible de nuire à la fertilité et au fœtus » (phrase de risque H361fd) à « peut nuire au fœtus et susceptible de nuire à la fertilité » (phrase de risque H360Df), selon la nomenclature adoptée par le nouvel étiquetage CLP. Les spécialités contenant de l'époxiconazole sont désormais classées CMR1B (anciennement CMR2) au lieu de CMR2 (anciennement CMR3). Les évaluations réalisées aussi bien au champ qu'en laboratoire montrent que l'époxiconazole, utilisé dans le cadre des bonnes pratiques agricoles, reste toutefois une molécule sûre vis-à-vis des opérateurs et des consommateurs[réf. nécessaire].
Cependant, les autorités françaises ont déposé à plusieurs reprises des demandes d'interdiction concernant l'epoxiconazole.
Le 28 mai 2019, l'agence sanitaire ANSES retire l'autorisation de mise sur le marché de tous les produits traités à base d'époxicanazole.